# 1940年法国宪法
1940年法国宪法于1940年7月10日由国民议会（参议院和众议院）通过成为法律，而在通过此法律之时法国仍处于第三共和国。该宪法建立了维希法国政权；宪法以569票对80票，20票弃权通过，而投反对票的80名议员被称为维希80人。此宪法授予贝当全权。  贝当将此解释为事实上废除了第三共和国的1875年宪法，尽管宪法没有明确表示废除前者，而只是授予他编写新宪法的权力。第二天，其通过第2号法案界定了贝当的权力，并废除了第三共和国所有与之不相容的法律。 
尽管新宪法赋予贝当制宪权，但他从未颁布过一部新宪法。1941年写了一个草案，1944年由贝当签署，但它从未被提交或批准。 
1944年8月9日诺曼底登陆后，法国临时政府颁布一项法令，宣布1940年宪法和维希后来通过的所有法律无效。1940年的宪法没有被废除或废止，而是被宣布自始至终无效。